# Jagellonci

Jagellonská Evropa na konci 15. století

Jagellonci byli panovnická dynastie, pocházející z Litevského velkoknížectví. Kromě Litvy vládli také v Polském království (1385–1572), v zemích Koruny české (1471–1526) a v Uherském království (1490–1526). Prvním doloženým vládnoucím členem dynastie byl litevský velkokníže Gediminas. Česko-uherská větev rodu vymřela po meči roku 1526 Ludvíkem Jagellonským, polsko-litevská v roce 1572 Zikmundem II. Augustem.

## Původ rodu
Pro historii rodu je ustálený termín Jagellonci poněkud zavádějící, neboť se odvozuje až od Vladislava II. Jagella, který však nebyl zakladatelem rodu, pouze prvním členem, který dosedl na polský trůn. Proto se takto často označují jen jeho potomci, nikoliv příslušníci dalších linií, pocházejících od starších členů rodu.
Původ rodu je nejasný, někdy se odvozuje od ruského knížete z rodu Rurikovců Rostislava z 12. století.
Jagellonci mívali děti v pozdním věku, což oslabovalo jejich dynastický potenciál ve srovnání s jinými rody té doby. Sám Vladislav Jagello se narodil zřejmě až po otcově šedesátce. Dynastie v mužské linii vymřela během čtyř generací od svého zakladatele Jagella. Tyto čtyři generace ovšem dokázaly vládnout po dvě staletí. Nová generace se objevovala přibližně po padesáti letech:
- Algirdas (1291–1377), Vladislav Jagello (1351–1434), Kazimír IV. (1427–92), Zikmund I. (1467–1548) a Zikmund II. (1520–72).
- Algirdas (1291–1377), Vladislav Jagello (1351–1434), Kazimír IV. (1427–92), Vladislav Jagellonský (1456–1516) a Ludvík Jagellonský (1506–27)

| Panovník              | Narození – úmrtí | Narození prvního přeživšího dítěte | Narození prvního dítěte |
| --------------------- | ---------------- | ---------------------------------- | ----------------------- |
| Jagello               | 1351–1434        | 57                                 | 48                      |
| Kazimír IV.           | 1427–1492        | 29                                 | 29                      |
| Zikmund I.            | 1467–1548        | 46                                 | 46                      |
| Vladislav Jagellonský | 1456–1516        | 47                                 | 47                      |

Také ženy jagellonského rodu se někdy vdávaly relativně staré. Kateřina Jagellonská, manželka Jana III. Švédského, byla o 11 let starší než její manžel a nevdala se před svou třicítkou. Své děti porodila ve věku 38, 40 a 42 let. Tím byli Jagellonci netradiční dynastií.
Dodnes žije několik knížecích rodin, pocházejících od starších členů rodu, předcházejících krále Vladislava Jagella. Patří mezi například Czartoryští, Golicynové, Trubečtí a další.

## Seznam vládnoucích Jagellonců
- Gediminas, litevský velkokníže (1316–1341)
- Algirdas, litevský velkokníže (1316–1341)
- Kęstutis, litevský velkokníže (1345–1382)
- Vladislav II. Jagello, litevský velkokníže (1377–1401) a polský král (1386–1434)
- Vytautas, litevský velkokníže (1401–1430)
- Švitrigaila, litevský velkokníže (1430–1432)
- Sigismund Kęstutaitis, litevský velkokníže (1432–1440)
- Vladislav III. Jagellonský, zv. Varnenčik, polský král (1434–1444), uherský král (1440–1444)
- Kazimír IV. Jagellonský, litevský velkokníže (1440–1492), polský král (1445–1492)
- Vladislav (II.) Jagellonský, český král (1471–1516), uherský král (1490–1516)
- Ludvík Jagellonský, český a uherský král (1506–1526)
- Jan I. Olbracht, polský král (1492–1501)
- Alexandr I. Jagellonský, litevský velkokníže (1492–1506), polský král (1501–1506)
- Zikmund I. Starý, polský král (1506–1548), litevský velkokníže (1506–1529)
- Zikmund II. August, polský král (1548–1572), litevský velkokníže (1529–1569)